# Neofunktionalismus
Unter Neofunktionalismus versteht man eine politikwissenschaftliche Theorie im Teilgebiet der internationalen Beziehungen. Ihr Gegenstand ist die Erklärung der Überlagerung der Nationalstaaten durch supranationale Kooperation.

## Grundannahmen und Weiterentwicklung
Der wichtigste Anwendungsbereich ist die neofunktionalistische Theorie regionaler Integration von Ernst B. Haas, der den Neofunktionalismus in seinem Buch „The Uniting of Europe“ quasi begründete. 
Die Grundannahmen des Neofunktionalismus sind:
- eine begonnene Kooperation zwischen Staaten entfaltet eine gewisse Eigendynamik;
- Institutionen dominieren;
- der Beginn der Integration ist Auslöser für weitere Kooperation.

Von zentraler Bedeutung für den Verlauf eines Integrationsprozesses ist das „Ausstrahlen“ der Integration von einem begrenzten Politikfeld oder einer einzelnen Institution auf weitere Politikfelder und/oder die Entwicklung weiterer Institutionen. Diese Entwicklung wird als „spill-over“ bezeichnet, wobei zwischen „functional spill-over“ (Wirtschaft löst Kooperation aus) und „political spill-over“ (bestehende Großinstitutionen sind der Auslöser für weitere Integration) unterschieden wird. 
In den weiteren Jahren und gerade in Bezug auf die europäische Integration, entwickelte sich die Theorie des Neofunktionalismus dahin weiter, dass die Bedeutung autonomen Regierungshandelns als erklärende Variable noch weiter eingeschränkt wurde. Begründet wurde dies damit, dass unilaterales Handeln bereits negative Folgewirkungen zeigen könne und dass den nationalstaatlichen Akteuren, durch eine Vernetzung gesellschaftlicher Akteure wie Gewerkschaften und anderen NGOs, die Kontrolle über internationale Entscheidungsprozesse allmählich entgleite. Dies wird unter anderem von Alec Stone Sweet und Wayne Sandholz vertreten.
Der Logik dieser Eigendynamik zufolge kann es theoretisch keinen „Rückbau“ regionaler Integration geben; alle einmal beschlossenen Schritte der Integration seien demnach unumkehrbar.

## Stellung innerhalb der Internationalen Beziehungen
Neofunktionalistische Ansätze sind innerhalb der Großtheorien der internationalen Beziehungen insofern dem Liberalismus bzw. dem Idealismus zuzuordnen, als die Ausprägungen der Beziehungen zwischen Staaten auf gesellschaftliche Gruppen innerhalb derselben zurückgeführt werden; zugleich bestehen jedoch Anknüpfungspunkte zum Institutionalismus. Ebenso gibt es ähnliche Ansätze in der feministischen Perspektive auf internationale Politik.
Der Neofunktionalismus baut auf dem Funktionalismus von David Mitrany und dem Interdependenzansatz auf. Vom Vorläufer unterscheidet er sich insbesondere in seiner starken Hervorhebung supranationaler Agenturen für die bewusste Fortschreibung von zwischenstaatlicher Integration. Weitere Unterschiede finden sich im Wissenschaftsverständnis: Während der Funktionalismus von normativen Handlungsempfehlungen für mehr Integration und grenzenüberschreitende Kooperation geprägt ist, ist die Neo-Variante in erster Linie empirisch-analytisch, auch wenn sich ebenso hier bedingt normative Elemente finden lassen. Des Weiteren sah der ursprüngliche Funktionalismus regionale Integration als einen von Technokraten durchgeführten rein sachlichen Optimierungsprozess an, welcher jegliches Politische zurückdrängen würde. Im Neofunktionalismus hingegen ist der Integrationsprozess gleichbedeutend mit einem pluralistischen Interessenausgleich staatlicher ebenso wie nicht-staatlicher Akteure.
Der Neofunktionalismus wurde als Gegenposition zum (Neo-)Realismus, der die Beziehungen zwischen Staaten mit klassischer Machtpolitik erklärt und dem Idealismus, laut welchem Frieden und Sicherheit durch internationales Recht gesichert wird, entwickelt. Der Intergouvernementalismus, dem zufolge regionale Integration lediglich auf diskretionären Entscheidungen der Regierungen beruht, war wiederum die Gegenposition zum Neofunktionalismus.

## Kritik
Kritiker bemängeln an dieser Theorie, dass sie nur auf die EU anwendbar ist und dass sie einen rein deskriptiven Charakter hat.
Zwar wurde durchaus auch versucht, den Verlauf von Integrationsprozessen sowie das Verhalten von politischen Akteuren hierin mit Hilfe von neofunktionalistischen Annahmen vorherzusagen. Diese Versuche stoßen jedoch auf die Probleme einer jeden Vorhersage politischer und sozialer Entwicklungen, die oft maßgeblich von in der Theorie nicht berücksichtigten Ereignissen beeinflusst werden. Ein frühes Paradebeispiel für einen Fall, in dem sich neofunktionalistische Vorhersagen als unhaltbar herausstellten, ist die Politik des leeren Stuhls, mit der Frankreich den bereits beschlossenen Übergang zu Mehrheitsabstimmungen in der EWG verhinderte. Hierauf stützte sich auch die gegen den Neofunktionalismus gerichtete Kritik Stanley Hoffmanns aus intergouvernementalistischer Perspektive. Er kritisiert ebenso wie Vertreter des Realismus, dass Neo-Funktionalisten die Souveränität und Autonomie der Nationalstaaten unterschätzen würden. Haas bestritt dies, räumte jedoch ein, dass man einen schnelleren Kompetenzzuwachs der supranationalen Institutionen erwartet hatte.